# Allium jepsonii
Allium jepsonii es una especie de planta bulbosa geófita del género Allium, perteneciente a la familia de las amarilidáceas, del orden de las Asparagales. Originaria de América del Norte.

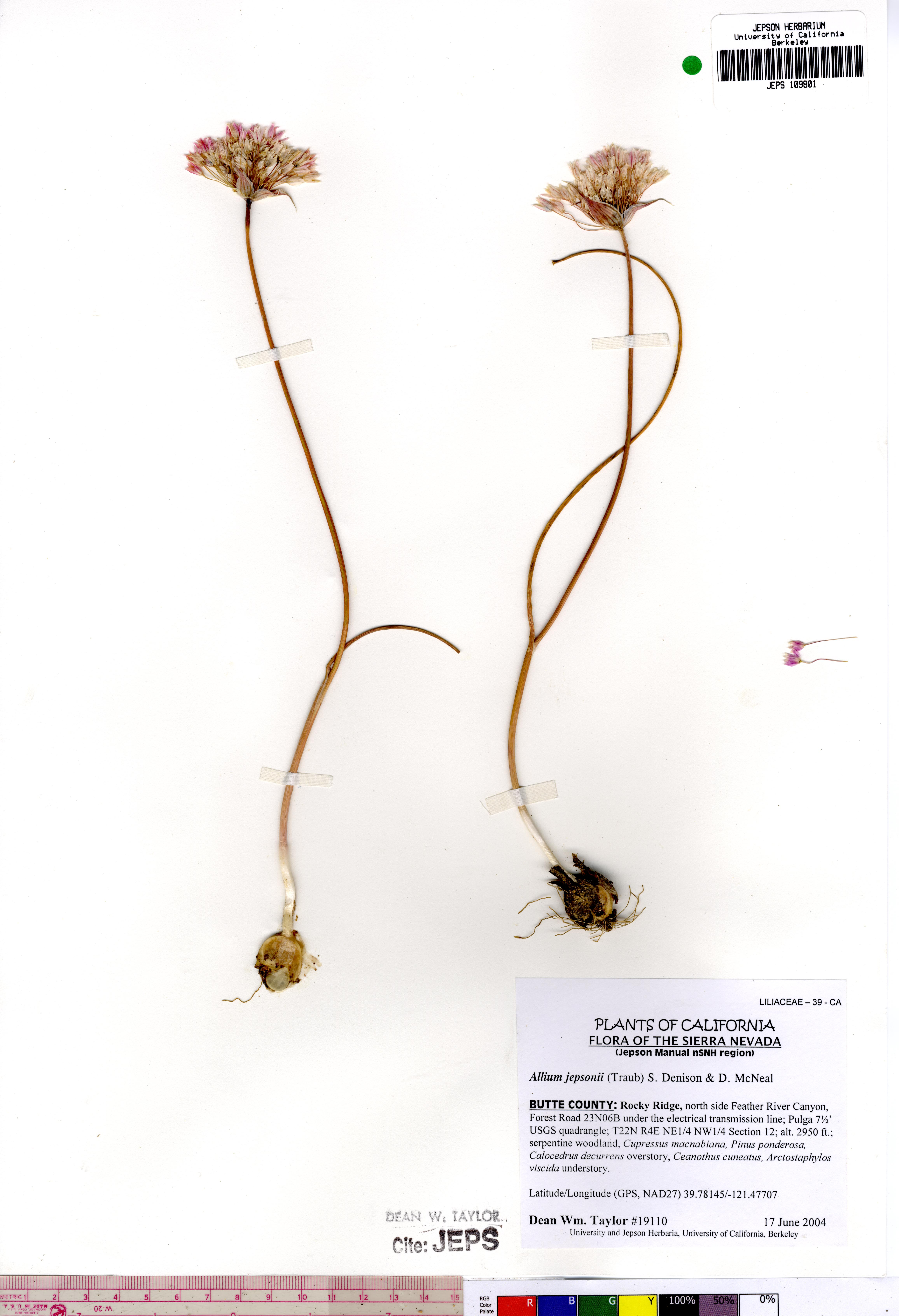
Detalle de la planta

## Descripción
Allium jepsonii alcanza  una altura de entre 20 y 40 centímetros desde uno o dos bulbos de forma ovalada. Las hojas son cilíndrica y tiene la misma longitud que el tallo. La inflorescencia tiene de 20 a 60 flores pequeñas, cada una con un centímetro de largo de color rosa con vetas blancas.

## Distribución
Allium jepsonii es endémica a la estribaciones de Sierra Nevada en el centro de California.

## Taxonomía
Allium jepsonii fue descrita por (Ownbey & Aase) S.S.Denison & McNeal y publicado en Madroño 36(2): 127, en el año 1989.
Etimología
Allium: nombre genérico muy antiguo. Las plantas de este género eran conocidos tanto por los romanos como por los griegos. Sin embargo, parece que el término tiene un origen celta y significa "quemar", en referencia al fuerte olor acre de la planta. Uno de los primeros en utilizar este nombre para fines botánicos fue el naturalista francés Joseph Pitton de Tournefort (1656-1708).
jepsonii: epíteto que fue nombrado en honor del botánico de California, Willis Linn Jepson.
Sinonimia
- Allium sanbornii var. jepsonii Ownbey & Aase[4]